# Llocs Gusuku i els béns culturals associats del regne de Ryukyu
Gusuku és la paraula en l'idioma d'Okinawa per a castell o fortalesa. Aquests complexos es localitzen a les illes Ryukyu, a la prefectura d'Okinawa, Japó. Són els vestigis de l'antic regne de Ryukyu que va dominar les illes des dels segles XIV fins al XIX abans de ser absorbits pel Japó.

## Patrimoni de la Humanitat
Està inclòs com a Patrimoni de la Humanitat per la Unesco des de l'any 2000 sota la denominació de Llocs Gusuku i els béns culturals associats del regne de Ryukyu.
Aquest conjunt de llocs i monuments és representatiu de la història de les illes Ryukyu entre els segles XII i XVII. Els castells en ruïna, enfilats a cims imponents, il·lustren l'estructura social d'una gran part d'aquesta època, mentre que els llocs sagrats són testimonis muts de la rara supervivència d'un antic culte religiós a l'edat moderna. Els múltiples contactes econòmics i culturals de les illes durant aquests cinc segles van donar origen a una cultura única en el seu gènere.

## Llista degusuku
Els gusuku inclosos en la llista són els següents:
| Codi    | Nom                                              | Àrees protegides                                             | Coordenades                                                  | Imatge |
| ------- | ------------------------------------------------ | ------------------------------------------------------------ | ------------------------------------------------------------ | ------ |
| 972-001 | Mausoleu Tamaudun (玉陵)                         | Zona de protecció: 1,1 ha. Zona de respecte: 136,899994 ha.  | 26° 12′ 0″ N, 127° 41′ 0″ E / 26.20000°N,127.68333°E         |        |
| 972-002 | Sonohyan-utaki Ishimon (園比屋武御嶽石門)        | 0,008 ha.                                                    | 26° 12′ 0″ N, 127° 41′ 0″ E / 26.20000°N,127.68333°E         |        |
| 972-003 | Castell Nakijin (今帰仁城跡, Nakijin-jō ato)     | Zona de protecció: 7,9 ha. Zona de respecte: 25,299999 ha.   | 26° 41′ 45.7″ N, 127° 55′ 11.9″ E / 26.696028°N,127.919972°E |        |
| 972-004 | Castell Zakimi (座喜味城跡, Zakimi-jō ato)       | Zona de protecció: 4,4 ha. Zona de respecte: 78,900002 ha.   | 26° 25′ 19.2″ N, 127° 44′ 6.1″ E / 26.422000°N,127.735028°E  |        |
| 972-005 | Castell Katsuren (勝連城跡跡, Katsuren-jō ato)   | Zona de protecció: 13,2 ha. Zona de respecte: 44,200001 ha.  | 26° 20′ 3.2″ N, 127° 52′ 51.1″ E / 26.334222°N,127.880861°E  |        |
| 972-006 | Castell Nakagusuku (中城城跡, Nakagusuku-jō ato) | Zona de protecció: 12,3 ha. Zona de respecte: 178,100006 ha. | 26° 17′ 18.8″ N, 127° 48′ 34″ E / 26.288556°N,127.80944°E    |        |
| 972-007 | Castell Shuri (首里城跡, Shuri-jō ato)           | 7,3 ha.                                                      | 26° 12′ 0″ N, 127° 41′ 0″ E / 26.20000°N,127.68333°E         |        |
| 972-008 | Shikinaen (識名園)                               | Zona de protecció: 4,2 ha. Zona de respecte: 84,199997 ha.   | 26° 12′ 0″ N, 127° 41′ 0″ E / 26.20000°N,127.68333°E         |        |
| 972-009 | Seifa-utaki (斎場御嶽)                           | Zona de protecció: 4,5 ha. Zona de respecte: 12,1 ha.        | 26° 09′ 40.3″ N, 127° 48′ 24.1″ E / 26.161194°N,127.806694°E |        |